# HRS (SALT)
HRS (High Resolution Spectrograph)とは2013年から南アフリカ大型望遠鏡 (SALT) で使用されている天体観測用の高分散分光器である。

## 概要
HRSは光ファイバー供給式のエシェル分光器である。エシェル回折格子はブレーズ角76度のR4型格子を使用している。HRSの波長カバー範囲は370-890ナノメートルである。HRSはマルチチャンネル式の構造を採用している。つまり入射した光をダイクロイックミラーで短波長側のチャンネル（ブルーアーム）と長波長側のチャンネル（レッドアーム）に分割し、それぞれのチャンネルで分光と電磁スペクトルの記録を行っている。これにより、一回の観測で、広い波長範囲で良好なスペクトルを記録することができる。2つのチャンネルの波長帯はそれぞれ370-555nmと555-900nmである。
HRSには4種類の観測モードが存在する。
- 低分解能モード  波長分解能R=15,000
- 中分解能モード : R=40,000
- 高分解能モード : R=65,000
- 高安定モード : R=65,000 視線速度の測定精度の向上

低分解能以外のモードでは光ファイバーの光束をイメージスライサーで3分割したうえでスリットに入射させることで分解能と光量を向上させる。高分解能モードと高安定モードでは太さ350マイクロメートルの光ファイバーを使用する（他のモードでは500マイクロメートル）。
高安定モードではTh-Arホロカソードランプやヨウ素蒸気セルを用いて波長較正を行うとともに光ファイバーの接続に二重のモードスクランブラーを使用し安定性を向上させる。望遠鏡との接続にはFibre Instrument Feed (FIF) と呼ばれる接続ユニットを使用する。FIFには観測モードによってファイバーを切り替えたり位置を調整する機能が組み込まれている。
温度・気圧の変動による影響を低減するために、分光器の本体を真空容器に収め、その容器を断熱材で覆っている。
HRSのファーストライトは2013年9月28日に達成された。
高安定モードで使用するホロカソードランプ光源装置には性能上の限界があったため、2020年ごろからレーザー周波数コム (LFC) を利用した新型の較正光源ユニットの開発が行われている。このユニットは当初はブルーアームの波長帯でのみ機能する設計だったが、のちにレッドアームにまでカバー波長を拡げた。LFCユニットは2024年に運用を開始する見込みとされている。LFCユニットに併せて新しいデータパイプラインの開発も進められており、これらが導入されれば高安定モードにおける視線速度の測定精度が大きく向上する見込みである。